# Massimo Pilotti
Massimo Pilotti (né le 1er août 1879 à Rome et mort le 29 avril 1962 dans la même ville) est un juriste, un magistrat italien, et un expert juridique de réputation mondiale. Il a su associer, dans ses différentes fonctions, une loyauté envers son pays et une rectitude dans les relations internationales. Il a contribué à l'introduction d'un magistère juridique dans le jeu diplomatique, et a été, notamment, le premier président de  la Cour de justice de l'Union européenne au Luxembourg.

## Biographie

### Carrière italienne
Massimo Pilotti commence sa carrière en Italie comme juge en 1901. En 1913, il est promu à Rome. Puis, en 1923, il est nommé juge de la cour d'appel, toujours à Rome, et enfin, en 1926, juge de la Cour de cassation. En 1930, il devient premier président de la cour d'appel de Trieste, puis en 1944,  procureur général auprès de la cour de cassation. En 1949, il devient le premier président honoraire de la cour de cassation italienne.

### Rôle dans le référendum institutionnel italien de juin 1946
En juin 1946, un  référendum  sur les institutions est organisé en Italie, soumettant au peuple le choix entre un régime monarchique et un régime républicain. Le vote se déroule les 2 et 3 juin 1946. Des résultats provisoires sont annoncés le 10 juin, les résultats définitifs étant conditionnés à la prise en compte de quelques données manquantes et à l'examen des recours. La Cour de Cassation, dont Massimo Pilotti est le procureur général, est chargée de vérifier la conformité des opérations de vote et de dépouillement, et d'examiner les recours, dans le cadre de la loi électorale. Le délai d’incertitude entre la fin du vote et la proclamation définitive des résultats crée des tensions importantes dans le pays.  21 000 recours sont présentés, mais une grande partie peut être rapidement éliminée. Une des contestations nécessite toutefois un rapport du procureur général. Cette contestation porte sur l’établissement de la majorité. Des monarchistes estiment qu’il faut prendre en compte non pas la majorité des votes exprimés, mais « la majorité des votants » comme stipulé dans un article de la loi électorale passé un peu inaperçu.
Le procureur Pilotti se prononce en faveur de cette contestation, qu'il juge recevable. Dans son réquisitoire, il estime que l’esprit et la lettre des décrets ainsi que la jurisprudence prévoient le décompte des votants, sans exclure les votes blancs ou nuls. Cette interprétation de la loi est potentiellement lourde de conséquences. L'écart est si faible entre les partisans de la République et les partisans de la Monarchie que la prise en compte des votes blancs ou nuls pourrait priver les républicains de la majorité absolue. Mais la Cour lui donne tort et balaye l'argumentation de son procureur en trois temps. D’une part, elle considère que le vote, comme acte juridique, manifeste une volonté et que le vote blanc ou nul peut être assimilé à l’absence de manifestation de volonté. D’autre part, elle identifie un décret précisant l'article mise en avant dans la requête, et ne retenant dans le décompte que les votes « validement exprimés ». Enfin, elle rappelle qu’il n’est nulle part fait mention de la nécessité d’une majorité absolue,. La République italienne est proclamée définitivement le 18 juin 1946.

### Carrière internationale
Massimo Pilotti poursuit en parallèle un parcours plus international. Durant l'entre-deux-guerres, il met son expertise juridique au service du gouvernement italien, dans les relations internationales, et joue tout d'abord un rôle majeur à la conférence de la paix de Paris, en 1919, en qualité de membre de la délégation italienne. Tout au long des années 1920, il accompagne les délégations de son pays, comme conseiller juridique, dans diverses conférences internationales, notamment la conférence de Spa en 1920, et celle de Locarno en 1925. De 1924 à l932, il est nommé délégué adjoint, pour l'Italie, à  la Société des Nations, puis, de 1932 à 1937, secrétaire général adjoint de cette Société des Nations. Il y excelle par son charme et son esprit de conciliation. Le secrétaire général est un Français, Joseph Avenol. Exerçant ces fonctions au moment de guerre italo-éthiopienne, deux pays membres de la Société des Nations, Massimo Pilotti s'emploie à obtenir de l'organisation internationale qu'elle ménage l'Italie, bien que celle-ci soit en position d'agresseur, et qu'elle ne décide que de sanctions limitées. Il est aidé par la position de la France et de la Grande-Bretagne, pays dont la préoccupation à l'époque est essentiellement de ne pas pousser Mussolini dans les bras d'Hitler.
Même si l'on peut se montrer critique a posteriori sur les échecs politiques et les insuffisances de cette Société des Nations, cette organisation a transformé le dialogue politique transnational, en mettant en place un ensemble d'outils et de savoir-faire (arbitrages et médiations, ingénierie institutionnelle internationale...) qui porteront leurs fruits après la Seconde Guerre mondiale.
En 1944, il devient président de l'Institut international pour l'unification du droit privé, organisation intergouvernementale indépendante dont le siège est à Rome, puis membre de la cour permanente d'arbitrage, organisation internationale et juridiction arbitrale permanente dont le siège est à La Haye, aux Pays-Bas. Enfin, de 1952 à 1958, il termine ce parcours au sein de institutions internationales en étant le premier président de la Cour de justice de l'Union européenne qui se met en place,. Jean Monnet estime dans ses Mémoires que Massimo Pilotti, « juriste italien de grande réputation », sut « donner du lustre » à cette juridiction européenne, calme et discrète, dont les arrêts n'ont jamais été contestés.

### Publications
Il est également l'auteur de plusieurs travaux juridiques, parus notamment dans la Revue de droit international de Genève, dans la Rivista di Diritto Pubblico de Rome et dans la Rivista di Studi Politici Internazionali de Florence.